# Xôi tam sắc
Xôi tam sắc là món ăn đặc sản của người Thái đen ở vùng núi các tỉnh phía Tây Bắc, Việt Nam. Xôi được đồ bằng gạo nếp nương và gói trong lá dong. Mỗi đĩa xôi có 3 màu là màu trắng (màu nguyên bản của xôi), màu tím và màu đỏ (có được do lá cây rừng mà người Thái thường dùng). Các xôi khác màu không có mùi gì đặc biệt, vẫn là hương vị thường thấy của xôi nếp nương.
Xôi tam sắc có nhiều loại, tùy theo người chế biến.